# Vertrauliche Geburt
Die vertrauliche Geburt ist eine Geburt, bei der die Mutter gegenüber dem behandelnden Personal mit einem Pseudonym bezeichnet wird, damit sie die Geburt vor ihrem sozialen Umfeld geheim halten und so Repressalien vermeiden kann. Die vertrauliche Geburt wird oft mit der Freigabe des Kindes zur Adoption verbunden.
Anders als bei der anonymen Geburt sind jedoch Verfahren vorgesehen, mit denen das Kind später das Recht auf Kenntnis der eigenen Abstammung wahrnehmen kann. Die vertrauliche Geburt ist unter anderem in Deutschland und der Schweiz möglich.

## Deutschland
Seit 2014 ist die vertrauliche Geburt eine in Deutschland gesetzlich verankerte Variante der anonymen Geburt.
Am 1. Mai 2014 trat in Deutschland das Gesetz zum Ausbau der Hilfen für Schwangere und zur Regelung der vertraulichen Geburt in Kraft. Frauen, die auch nach der psychosozialen Beratung ihre Anonymität nicht aufgeben möchten, können den Weg der vertraulichen Geburt wählen. Im ersten Jahr nutzten 95 Frauen die Möglichkeit zur vertraulichen Geburt.

### Rechtslage
Im neuen § 25 Absatz 1 des Schwangerschaftskonfliktgesetzes ist festgelegt: „Eine […] Schwangere, die ihre Identität nicht preisgeben möchte, ist darüber zu informieren, dass eine vertrauliche Geburt möglich ist. Vertrauliche Geburt ist eine Entbindung, bei der die Schwangere ihre Identität nicht offenlegt […].“
Die Beratungsstelle hat einen Nachweis über die Herkunft des Kindes zu erstellen. Dafür nimmt die an die Schweigepflicht gebundene Beraterin die persönlichen Daten der Frau auf, damit das Kind später seine Herkunft erfahren kann. Bei der Beurkundung einer vertraulichen Geburt werden die zur Geburtsanzeige verpflichteten Einrichtungen der Geburtshilfe dementsprechend von ihrer Auskunfts- und Nachweispflicht entbunden, damit die Anonymität der Mutter geschützt wird. Diese besondere Regelung der Auskunfts- und Nachweispflicht ist in § 10 Absatz 4 des Personenstandsgesetzes festgelegt: „Eine Auskunfts- und Nachweispflicht besteht nicht bei einer vertraulichen Geburt nach § 25 Absatz 1 des Schwangerschaftskonfliktgesetzes.“ Stattdessen wird die Geburt unter dem Pseudonym der Mutter angezeigt. Die Kosten für die Geburt sowie für die Vor- und Nachsorge werden vom Bund übernommen.
Die elterliche Sorge der Mutter ruht, solange sie ihre Anonymität nicht aufgibt (§ 1674a BGB). Voraussetzung für die Rückgabe des Kindes an die Mutter ist, dass sie ihre Anonymität aufgibt, ihre Mutterschaft zweifelsfrei feststeht und das Familiengericht feststellt, dass das Kindeswohl nicht beeinträchtigt ist. Wird das Kind zur Adoption freigegeben, so kann es mit 16 Jahren die Identität der leiblichen Mutter erfahren. Diese Möglichkeit beruht auf dem Persönlichkeitsrecht (Art. 2 Abs. 1 in Verbindung mit Art. 1 Abs. 1 GG), welches das Recht des Kindes auf Kenntnis der eigenen Abstammung beinhaltet.

### Verfahren
Vertrauliche Geburt bedeutet: Frauen können ihr Kind medizinisch sicher und vertraulich zur Welt bringen. Sie werden von einer Beraterin, die an die gesetzliche Schweigepflicht gebunden ist, beraten und begleitet: vor und auch nach der Geburt – wenn sie es wünschen.
Die Mutter hinterlässt ihre persönliche Daten in einem Umschlag (§ 26 Abs. 3 SchKG), der beim Bundesamt für Familie und zivilgesellschaftliche Aufgaben aufbewahrt wird (§ 27 SchKG). Das Kind kann diese Daten nach seinem 16. Geburtstag einsehen, soweit die Mutter nicht gerichtlich eine weitere Anonymität erwirkt (§ 31 Abs. 1 und 2 SchKG).

### Beratung
Das Gesetz zur vertraulichen Geburt schafft die Möglichkeit, dass Schwangere vor und nach der Geburt anonym durch eine Schwangerschaftsberatungsstelle beraten, betreut und begleitet werden können. Das Bundesministerium für Familie, Senioren, Frauen und Jugend hat das Telefon „Schwangere in Not – anonym und sicher“ eingerichtet, an das sich Schwangere unter der Nummer 0800 40 40 020 kostenlos rund um die Uhr wenden können. Die Beratung ist mehrsprachig, bei Bedarf kann an eine der örtlichen Beratungsstellen weitervermittelt werden.

### Weitere Regelungen
Ein erster Schritt zur Verbesserung der anonymen Hilfen für Schwangere erfolgte bereits durch das Bundeskinderschutzgesetz. Der Rechtsanspruch auf anonyme Beratung wurde dadurch auf alle Beratungen im Zusammenhang mit einer Schwangerschaft ausgeweitet (§ 2 Absatz 1 SchKG). Bis 2011 galt der Rechtsanspruch nur für die Konfliktberatung.

## Schweiz
In der Schweiz ist die vertrauliche Geburt (Stand 2022) in allen Kantonen außer Neuenburg, Freiburg, Obwalden, Nidwalden und Tessin möglich. Dabei erhält die Mutter im Spital ein Pseudonym. Ihr Name wird nur dem Zivilstandsamt und der KESB mitgeteilt. So kann das Kind ab 18 Jahren den Namen seiner Mutter erfahren.
Jährlich nehmen rund 20 Frauen diese Möglichkeit in Anspruch.

### Deutschland
- Bundestag beschließt Gesetz zum Ausbau der Hilfen für Schwangere und zur Regelung der Vertraulichen Geburt (PDF; 349 kB) bundestag.de
- Internetseite des Bundesfamilienministeriums zur Vertraulichen Geburt
- Vertrauliche Geburt im Schwangerschaftskonfliktgesetz (§§ 25 bis 34 SchKG)
- Vertrauliche Geburt, Bundesamt für Familie und zivilgesellschaftliche Aufgaben (BAFzA)